# Dwoisty Przechód
Dwoisty Przechód (słow. Dvojité sedlo) – trawiasta przełęcz położona na wysokości ok. 2190 m n.p.m. znajdująca się w południowo-zachodnich stokach Granatów Wielickich w słowackiej części Tatr Wysokich. Siodło Dwoistego Przechodu oddziela Dwoistą Turnię od położonej w jej południowo-zachodnim żebrze Wielickiej Baszty. Przez przełęcz tę przebiega ciąg trawiastych zachodów zwanych Granacką Ławką. Dwoisty Przechód jest wyłączony z ruchu turystycznego, dla taterników stanowi dogodny dostęp do wierzchołków w masywie Granatów Wielickich.
Na siodło Dwoistego Przechodu od dawna wchodzili myśliwi, gdyż od strony Doliny Wielickiej przełęcz ta jest dosyć łatwo dostępna. Pierwszego wejścia turystycznego dokonali 14 sierpnia 1892 roku Edward Koelichen, Jan Koelichen, Franciszek Krzyształowicz, Kazimierz Przerwa-Tetmajer, Tadeusz Boy-Żeleński, Klemens Bachleda, Jan Bachleda Tajber, Józef Haziak i Jan Obrochta Tomkowy, jednak brak dokładnych danych na temat pierwszego turystycznego wejścia zimowego.